# Элеонора Нормандская
Элеонора Нормандская (фр. Éléonore de Normandie; 1010/1013— 1071) — нормандская дворянка, дочь герцога Нормандии Ричарда II, в браке — графиня Фландрии (1031—1035).

## Биография
Элеонора родилась в период между 1010 и 1013 годами в Нормандии и была дочерью герцога Ричарда II и его жены Юдифи Бретонской. У неё было две сестры и три брата, в том числе Роберт Дьявол, незаконнорождённым сыном которого был будущий король Англии Вильгельм I Завоеватель. В 1017 году, когда Элеонора была ещё ребенком, её мать Юдифь умерла. Герцог Ричард женился во второй раз на Поппе из Энвермеу, которая родила ему ещё двух сыновей.
В 1031 году Элеонора вышла замуж за овдовевшего графа Фландрии Бодуэна IV, который был почти на 30 лет старше её. У графа был сын и наследник, Бодуэн V Фландрский, от его первого брака с Огивой Люксембургской. Несмотря на разницу в возрасте, Элеонора родила графу дочь:
- Юдифь (1033 — 5 марта 1094) — жена сначала графа Нортумбрии Тостига, а после гибели того в битве при Стамфорд-Бридже — жена герцога Баварии Вельфа IV.

Элеонора умерла во Фландрии не ранее 1071 года. Её муж умер еще в 1035 году, через два года после рождения их единственного ребенка.
Несмотря на принятую традицию, нет уверенности, что её звали именно Элеонорой. Элеонора, жившая сто лет спустя (жена Генриха II Плантагенета и праправнучка брата Элеоноры Роберта Дьявола), считается первой известной женщиной в истории человечества, носившей имя Элеонора.